# 1995年民主進步黨總統提名選舉
民主進步黨第九任總統提名選舉，於1995年（民國84年）6月22日舉行，是民主進步黨所舉辦的第一次中華民國總統候選人初選。
依據1994年修訂的黨規《公職人員候選人提名辦法》，採兩階段選出候選人：第一階段由黨內幹部及一般黨員進行投票（比重各50%），選出兩名候選人；第二階段由一般民眾進行投票，最後將第一階段及第二階段各50%比重進行合計，分數最高者為黨內提名候選人。第二階段的一般民眾投票，只要持有身分證，任何人都可以投票。:123

## 第一階段
1995年5月8日，開始接受黨內初選第一階段的登記參選。第一階段的幹部評鑑及黨員票選，黨内表態參加初選的一共有四人：彭明敏(臺獨聯盟支持，1995年2月28日彭明敏在辜寬敏等人的推薦下加入民進黨，並且於3月20日宣佈正式參選總統)、許信良（美麗島系）、尤清（福利國派）、林義雄（與美麗島派相近，但無派系），電視辯論於5月27日在高雄勞工育樂中心舉行由TVBS全程轉播、中時報系主辦。
6月12日，公布第一階段的幹部及黨員投票的開票結果。前兩名由許信良及彭明敏勝出。:123進入第二階段初選。

## 第二階段
經各縣市的公民投票，投票方式是使用個人身分證登記 並領取類似塑膠錢幣的方式投票，還開放讓非民進黨黨員的民眾也可以直接參與民進黨總統候選人初選，由彭明敏擊敗許信良，代表民進黨參與首次總統直選。
初選第二階段在進入第七週後，突然出現逆轉的情況；因為幹部評鑑是許信良居榜首，美麗島系的政治版圖最大，可是黨員投票部分是彭明敏居冠，即使他連一個人頭黨員都沒有，最後是由彭明敏與許信良兩人決戰。許信良主張「大膽西進」，彭明敏則堅持台獨，切割中國。兩人在各地辦辯論會後，以投票的方式舉行民調，最終結果彭明敏大獲全勝。
第二階段，民進黨自7月10日起，花兩個半月時間在巡迴臺灣各地，舉辦五十場政見說明會並舉行投票。:1239月25日，民進黨內初選結束。一般民眾投票結果，彭明敏獲17萬7477票、許信良為12萬9816票，總投票數約三十萬票。第一階段與第二階段合計之後的點數，彭明敏為40.88，許信良為36.12。彭明敏當選為民進黨提名候選人，在副手方面，指定曾角逐臺北市市長初選失利的時任立法委員的謝長廷為副總統參選人。:125